# IK Bolton
IK Bolton (IK = Idrottsklubb, deutsch: Sportverein) ist ein schwedischer Handballverein aus Stockholm.
Der Verein wurde 1933 gegründet. Im Jahr 2009 hat der Verein über 500 Mitglieder. Heimspielstätte ist die Sprallenhallen im Stadtbezirk Södermalm. Die erste Damen-Mannschaft war in den Jahren 1963 und 1965–1968 jeweils schwedischer Meister und spielte 2008/2009 in der Division 3. In der Division 3 spielt auch die erste Herren-Mannschaft.